# Campionatul Mondial de Fotbal 1930
Campionatul Mondial de Fotbal FIFA 1930 a fost prima ediție a Campionatului Mondial FIFA, campionatul mondial pentru echipe naționale de fotbal la masculin. A avut loc în Uruguay din 13 iulie până pe 30 iulie 1930. FIFA, asociația internațională de fotbal, a ales Uruguay ca gazdă, deoarece țara sărbătorea o sută de ani de la prima ei constituție, iar echipa națională de fotbal a Uruguayului a câștigat titlul la fotbal la Jocurile Olimpice din 1928. Toate meciurile au fost jucate în capitala Uruguayului, Montevideo, majoritatea pe Estadio Centenario, care a fost construit pentru turneu.
Treisprezece echipe dintre care șapte din America de Sud, patru din Europa, și două din America de Nord au intrat în turneu. Doar câteva echipe europene au ales să participe din cauza dificultății călătoriei până în America de Sud. Echipele au fost împărțite în patru grupe, cu câștigătoarea fiecărei grupe mergând mai departe în semifinale. Primele două meciuri ale Campionatului Mondial au avut loc în același timp, și au fost câștigate de Franța și Statele Unite, care le-au învins pe Mexic cu 4-1, respectiv pe Belgia cu 3-0. Lucien Laurent de la Franța a înscris primul gol din istoria Campionatului Mondial, în timp ce portarul american Jimmy Douglas a fost primul portar ce nu și-a luat nici un gol într-un meci de Campionat Mondial.
Argentina, Uruguay, Statele Unite și Iugoslavia au fost echipele care au ajuns în semifinale. În finală, gazdele și favoriții turneului Uruguay au învins-o pe Argentina cu 4-2 în fața la 93.000 oameni și astfel a devenit prima națiune ce a câștigat Campionatul Mondial.

## Participanți

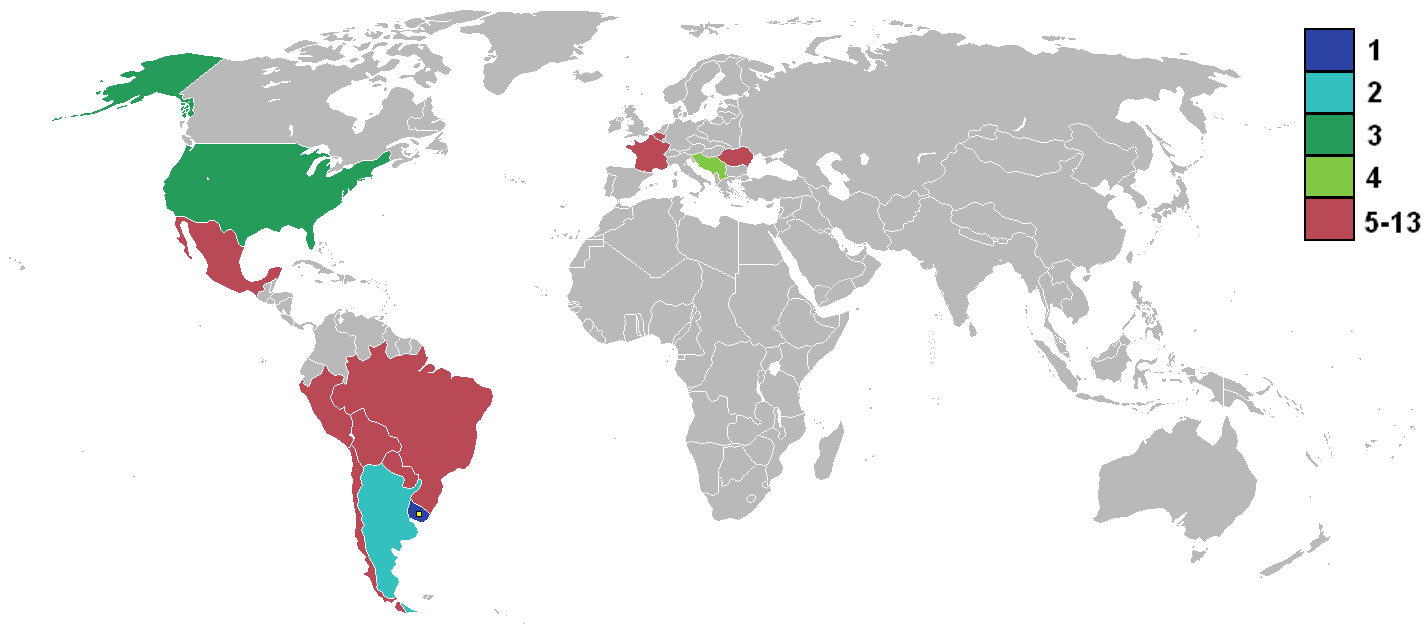
Țări participante

Primul Campionat Mondial a fost singurul fără calificare. Toate țările care erau afiliate la FIFA au fost invitate să concureze, având ca termen limită data de 28 februarie 1930 să accepte. Mult interes a fost arătat de națiunile din America. Argentina, Brazilia, Chile, Mexic, Paraguay, Peru și Statele Unite au intrat în campionat. În total șapte echipe din America de Sud au participat, mai multe decât la oricare alt Campionat Mondial. Oricum, din cauza călătoriei lungi și costisitoare cu vaporul peste Oceanul Atlantic, și durata absenței jucătorilor de la servici, doar câteva echipe europene au luat parte. Câteva au refuzat să călătorească în America de Sud din alte motive, și astfel nicio echipă europeană nu a acceptat până pe 28 februarie. Pentru a fi măcar o echipă din Europa, Asociația de Fotbal din Uruguay a trimis o scrisoare de invitație către Asociația Engleză de Fotbal, chiar dacă Națiunile Britanice nu erau membrii ai FIFA la acel timp. Această invitație nu a fost acceptată de Comitetul Asociației de Fotbal pe data de 18 noiembrie 1929. Cu doar două luni înainte de începerea turneului, nicio echipă din Europa nu a intrat oficial.
Președintele FIFA Jules Rimet a intervenit, și astfel patru echipe europene au făcut călătoria pe mare: Belgia, Franța, România, și Iugoslavia. Românii, antrenați de Constantin Rădulescu și coordonați de căpitanul lor Rudolf Wetzer, au intrat în competiție după intervenția noului rege al României, Regele Carol II. El a ales jucătorii personal, și a negociat cu angajatorii pentru a se asigura că jucătorii vor avea servici și când se vor întoarce. Franța a intrat la intervenția personală a lui Rimet, dar nici cel mai bun fundaș al Franței, Manuel Anatol, și nici antrenorul Gaston Barreau nu au putut face deplasarea. Belgienii au participat la intervenția vicepreședintelui FIFA Rodolphe Seeldrayers.
Am călătorit timp de 15 zile la bordul Contelui Verde. Ne-am îmbarcat la Villefranche-sur-Mer în compania belgienilor și iugoslavilor. Ne-am făcut exercițiile de bază jos și ne-am antrenat pe punte. Antrenorul nu vorbea deloc despre tactică ... 
Românii au urcat la bordul SS Conte Verde la Genova, francezii au urcat la Villefranche-sur-Mer pe 21 iunie 1930, iar belgienii au îmbarcat la Barcelona. Conte Verde l-a dus și pe Rimet, trofeul și pe trei arbitri europeni: belgienii Jean Langenus și Henry Christophe, împreună cu Thomas Balway, un parizian care avea origini engleze. Echipa Braziliei s-a îmbarcat în Rio de Janeiro pe 29 iunie înainte să ajungă în Uruguay pe 4 iulie. Iugoslavia a călătorit cu vaporul cu scrisori Florida din Marsilia.
Regatul Iugoslaviei nu a fost nici el sigur de participarea la mondial. Croații au decis să boicoteze echipa națională, astfel că regele Alexandru I a refuzat să finanțeze echipa. În cele din urmă s-a găsit o soluție, conducătorii asociației de fotbal din Belgrad făcând o selecție cu jucători sârbi din campionatul intern, de la cele două mari rivale, BSK și SK Jugoslavija, printre care se numărau vedetele lui BSK Blagoje Marjanović („Moša”) și Aleksandar Tirnanić („Tirke”), cu alți trei sârbi care au jucat la cluburi din Franța (printre care se număra și Ivan Bek). Iugoslavia, cu o vârstă medie de 21 de ani și 258 de zile, a fost cea mai tânără echipă de la mondial. După primul meci, cel cu Brazilia, echipa a fost poreclită „Ichiii” sau „Ichachos” (în spaniolă) de presa uruguayană, referindu-se la numele jucătorilor care se terminau în „-ić” sau „-vić”. A reușit cea mai bună performanță din istoria ei, locul al treilea, conform Federației Sârbe de Fotbal.

### Lista echipelor invitate
Următoarele 16 echipe au planificat să participe la turneul final. Cu toate acestea, doar 13 echipe au participat din cauza retragerilor Egiptului, Japoniei și Siamului.
| Asia (0) - Japonia (retrasă) - Siam (retrasă) Africa (0) - Egipt (a ratat nava) | America de Nord (2) - Mexic - Statele Unite ale Americii America de Sud (7) - Argentina - Bolivia - Brazilia - Chile - Paraguay - Peru - Uruguay (gazdă) | Europa (4) - Belgia - Franța - Iugoslavia - România |  |

## Stadioane
Italia, Suedia, Țările de Jos, Spania, Ungaria și Uruguay au fost țările care au vrut sa găzduiască evenimentul. Uruguay a devenit gazdă după ce celelalte țări și-au retras propunerile.
Toate meciurile au fost jucate în Montevideo. Trei stadioane au fost folosite: Estadio Centenario, Estadio Pocitos, și Estadio Parque Central. Estadio Centenario a fost construit pentru campionat și pentru sărbătorirea celor o sută de ani de independență Uruguayană. Proiectat de Juan Scasso, a fost cel mai mare stadion din campionat, Rimet numindu-l „templul fotbalului”. Cu o capacitate de 90.000 locuri, a fost cel mai mare stadion de fotbal din lume după cele din Regatul Unit. Stadionul a găzduit 10 din 18 meciuri, inclusiv ambele semifinale și finala. Oricum, construcția nu s-a terminat la timp deoarece a plouat mult, astfel că în primele cinci zile ale turneului, stadionul nu era gata. Primele meciuri au fost jucate pe stadioane mici folosite de cluburile de fotbal din Montevideo, Nacional și Penarol, Parque Central, cu o capacitate de 20,000 locuri și Pocitos.
| MontevideoCampionatul Mondial de Fotbal 1930 (Uruguay) | Montevideo                                             | Montevideo                                  | Montevideo                                               |
| MontevideoCampionatul Mondial de Fotbal 1930 (Uruguay) | Estadio Centenario                                     | Estadio Gran Parque Central                 | Estadio Pocitos                                          |
| MontevideoCampionatul Mondial de Fotbal 1930 (Uruguay) | 34°53′40.38″S 56°9′10.08″V / 34.8945500°S 56.1528000°V | 34°54′4″S 56°9′32″V / 34.90111°S 56.15889°V | 34°54′18.378″S 56°9′22.42″V / 34.90510500°S 56.1562278°V |
| MontevideoCampionatul Mondial de Fotbal 1930 (Uruguay) | Capacitate: 90.000                                     | Capacitate: 20.000                          | Capacitate: 10.000                                       |
| MontevideoCampionatul Mondial de Fotbal 1930 (Uruguay) |                                                        |                                             |                                                          |

## Arbitri
Cincisprezece arbitri au participat în campionat: patru europeni - doi belgieni (Henri Christophe și John Langenus), un francez (Thomas Balvay) și un român (Constantin Rădulescu care era și antrenorul României), și unsprezece din America - dintre care șase erau Uruguayeni. Pentru a elimina diferențele în aplicarea Legilor Jocului, arbitrii au fost invitați la o scurtă întâlnire în care să vorbească despre problemele conflictuale din meci.
Departe de asta, cei doi care au atras cea mai mare atenție au fost Gilberto de Almeida Rego din meciul Argentina și Franța, în care arbitrul brazilian a fluierat sfârșitul meciului cu șase minute mai devreme, și bolivianul Ulises Saucedo din meciul Argentina și Mexic, în care Argentina a câștigat cu 6-3. În timpul meciului, Saucedo, care era și antrenorul Boliviei, a acordat trei lovituri de la 11 metri.
Mai jos este o listă cu arbitrii. Arbitrii scris cursiv au fost tușieri tot campionatul.
| Europa - Thomas Balvay - Henri Christophe - John Langenus - Constantin Rădulescu America de Nord - Gaspar Vallejo | America de Sud - Gualberto Alonso - Martin Aphesteguy - Domingo Lombardi - José Macías - Francisco Mateucci - Almeida Rêgo | - Ulises Saucedo - Anibal Tejada - Ricardo Vallarino - Alberto Warnken |

## Formatul și grupele
13 echipe au fost puse în patru grupe, Grupa 1 conținând patru echipe, iar celelalte conținând doar trei. Două puncte erau acordate la victorie și un punct pentru egal. Dacă două echipe aveau același număr de puncte, un baraj trebuia să se joace. Oricum, asta nu a fost necesar. Cei patru câștigători ai grupelor respective avansau în semifinale. Dacă două echipe făceau egal, atunci se jucau și prelungiri, însă nici asta nu a fost necesar.
Uruguay, Argentina, Brazilia și Statele Unite fuseseră capi de serie și nu au putut fi extrase în aceeași grupă. Tragerile la sorți au avut loc în Montevideo, atunci când toate echipele au ajuns.
Cum nu erau meciuri de calificare, primele două meciuri ale campionatului au fost și primele două meciuri din istoria Campionatului Mondial, care au avut loc în același timp, pe 13 iulie 1930. Franța a bătut-o pe Mexic cu 4-1 pe Estadio Pocitos, în timp ce Statele Unite a bătut-o pe Belgia cu 3-0 pe Estadio Gran Parque Central. Lucien Laurent de la Franța a fost primul marcator din istoria Campionatului Mondial.

## Rezumatul campionatului

### Grupa 1
Am jucat cu Mexic și era ninsoare, pentru că era iarnă în emisfera sudică. Unul din echipa mea mi-a centrat mingea și am urmărit-o bine dând un voleu cu piciorul meu drept. Toată lumea era bucuroasă dar noi nu ne-am bucurat așa tare - nimeni nu a realizat că golul acesta devenise istorie. O strângere de mână cu toți coechipierii mei și aia a fost. Și nu am primit nici un bonus pentru că atunci toți eram amatori. 
Prima grupă era singura care conținea patru echipe: Argentina, Chile, Franța și Mexic. Două zile după victoria Franței contra Mexicului, ei îi aveau în față pe favoriții grupei Argentina. Ghinionul s-a abătut peste Franța după ce portarul Alex Thepot a fost nevoit să părăsească terenul după numai 20 minute, iar Laurent, după ce a fost faultat de Luis Monti, și-a petrecut tot meciul șchiopătând. Oricum ei au jucat mai bine, și putea fi chiar 0-0 dacă Monti nu înscria din lovitură liberă. Meciul a avut și o controversă când arbitrul Almeida Rego a fluierat sfârșitul meciului cu șase minute mai devreme, exact atunci când grancezul Marcel Langiller avea o șansă enormă de a înscrie. Jocul s-a reluat după protestele făcute de jucătorii francezi. Chiar dacă Franța a jucat de două ori în două zile, Chile a jucat abia primul meci. Ei au jucat cu Mexic în următoarea zi, câștigând confortabil cu scorul de 3-0.
În ultimul meci al Franței, contra Chile, a fost acordat primul penalti din campionat și din istoria Campionatului Mondial. Primul portar care a apărat un penalti a fost Alex Thepot de la Franța pe 19 iulie 1930, apărând șutul chilianului Carlos Vidal în minutul 30. În al doilea meci al Argentinei, contra Mexicului, trei penaltiuri au fost acordate. În timpul aceluiași meci pe 19 iulie 1930 portarul Mexicului, Oscar Bonfiglio Martinez, a apărat un alt penalti în minutul 23 al meciului cu Argentina. Penaltiul a fost executat de Fernando Paternoster. Guillermo Stabile a marcat un hat-trick în debutul său la națională, Argentina câștigând cu 6-3, cu absența căpitanului ei Manuel Ferreira, care s-a întors în Buenos Aires să dea un examen la drept. Calificarea a fost decisă de ultimul meci al grupei, un meci între Argentina și Chile, care le-a bătut pe Franța, respectiv Mexic. Meciul a început cu o bătaie după un fault la Arturo Torres comis de Monti. Argentina a câștigat 3-1 contra vecinilor săi și astfel a avansat în semifinale.

### Grupa 2
A doua grupă conținea Brazilia, Bolivia și Iugoslavia. Brazilia, favoriții grupei, se așteptau să ajungă în semifinale, însă au pierdut din primul meci cu 2-1 în fața Iugoslaviei. Înainte de turneu Bolivia nu câștigase nici un meci niciodată. În primul lor meci, pentru a arăta cât de mult înseamnă pentru ei că au fost invitați la acest turneu, ei au purtat tricouri în care pe fiecare scria câte o literă din propoziția „Viva Uruguay”. Ambele meciuri ale Boliviei au fost la fel, un început promițător care încet-încet a dus la un scor dezastruos. Contra Iugoslaviei au rezistat o oră fără să primească gol, dar până la final au primit patru goluri. Ghinionul a fost de partea lor, multe goluri ale Boliviei fiind anulate. Contra Braziliei, când ambele echipe jucau doar pentru mândrie, scorul a fost 1-0 pentru Brazilia la pauză. Însă în a doua repriză ei au mai înscris încă de trei ori, două dintre ele fiind marcate de multi-sportivul Preguinho. Iugoslavia s-a calificat în semifinale.

### Grupa 3

România jucând contra Peru.
În imagine, portarul Ion Lăpușneanu și atacantul peruan Julio Lores.

Gazda Uruguay s-a aflat într-o grupă cu Peru și Regatul României. În meciul de deschidere al acestei grupe, împotriva Regatului României, a avut loc și prima eliminare din competiție, cea a lui Plácido Galindo din naționala Perului. Românii au profitat de avantajul omului în plus, câștigând cu 3-1 marcând două goluri spre sfârșitul partidei. Meciul a avut cea mai mică asistență din istoria Campionatului Mondial. Oficial, numărul spectatorilor se ridică la 2459, însă în realitate au fost aproximativ 300 de spectatori.
Din cauza întârzierilor la construirea Estadio Centenario, primul meci al Uruguayului nu s-a jucat decât după cinci zile de la începerea competiției. Fiind primul meci disputat pe Centenario, a fost precedat de o ceremonie care comemora o sută de ani de la crearea constituției Uruguayului. Înaintea primului meci, Uruguayul a fost într-un cantonament strict timp de patru săptămâni. Portarul Andrés Mazali a fost exclus din lot pentru că a plecat din cantonament după ora stingerii, pentru a-și vizita soția. O sută de ani după crearea constituției Uruguayului, gazdele au câștigat un meci strâns împotriva lui Peru cu 1-0. Spectatorii au felicitat apărarea lui Peru, iar acest meci a fost singurul al lui Uruguay din turneu în care să marcheze doar un gol. Rezultatul a fost văzut ca și o performanță slabă de către presa Uruguayană, dar a fost lăudat de cea din Peru. După acest meci, Uruguay a bătut-o cu ușurință pe Regatul României, marcând toate golurile în prima repriză, rezultatul final fiind 4-0.

### Grupa 4
Statele Unite au dominat a patra grupă. Echipa Americii, care avea componenți experimentați cu mai multe meciuri la națională, porecliți drept „the shot-putters” de un francez necunoscut. Aceștia și-au bătut primii adversari, Belgia, cu 3-0. Ușurința victoriei a fost de necrezut; Ziarul Uruguayan Imparcial  a scris: "scorul mare din victoria americană chiar a surprins experții". Belgienii s-au plâns de starea proastă a gazonului și de greșelile de arbitraj, susținând că cel de-al doilea gol a fost marcat din offside. Al doilea meci al grupei a fost jucat în condiții neprielnice, la ora meciului fiind furtună; chiar și așa Bert Patenaude a marcat primul hat-trick al competiției, împotriva Paraguayului. Până la 10 noiembrie 2006, primul hat-trick pe care FIFA îl recunoștea a fost cel al lui Guillermo Stábile din reprezentativa Argentinei, la două zile după Patenaude; totuși, în 2006, FIFA a anunțat că Patenaude este primul marcator al unui hat-trick , reatribuindu-i golul care era trecut greșit în statistică în dreptul coechipierului Tom Florie. Cu Statele Unite reușind să obțină calificarea, ultimul meci din grupă s-a jucat fără miză. Paraguay a învins Belgia cu 1–0.

### Semi-finale

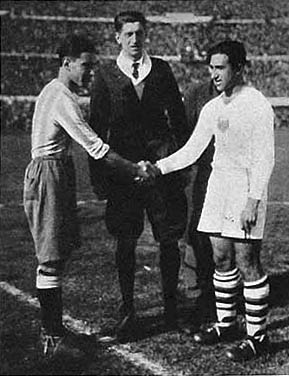
Semifinala Argentina contra SUA, 26 iulie 1930

Cele patru câștigătoare ale grupelor, Argentina, Iugoslavia, Uruguay și Statele Unite, au ajuns în semi-finale. Cele două meciuri din semi-finale s-au terminat cu același rezultat, 6-1. Prima semifinală s-a disputat între Statele Unite și Argentina pe un teren plin de apă. Statele Unite, care a aliniat șase jucători născuți în Marea Britanie, l-a pierdut pe Raphael Tracy după numai zece minute, accidentându-se la picior într-un meci dur, plin de incidente. Golul argentinianului Monti a stabilit scorul de la pauză, 1-0. În a doua repriză, puternica echipă a Statelor Unite a fost copleșită de viteza atacurilor argentiniene, meciul terminându-se cu scorul de 6–1 pentru Argentina.
A doua semi-finală a fost reeditarea meciului de la Jocurile Olimpice din 1924 dintre Iugoslavia și Uruguay. Totuși. aici,Vujadinović putea face o surpriză, marcând primul gol pentru Iugoslavia, însă Uruguayul a întors scorul, intrând la cabine cu scorul de 2-1. După pauză, Iugoslaviei i s-a refuzat un gol pe motiv de offside, decizie contestată de oaspeți. Gazdele au mai marcat trei goluri în a doua repriză ducând scorul final la 6–1, cu Pedro Cea marcând un hat-trick.

### Locurile trei și patru
Finala mică nu a fost stabilită până la următoarea ediție, astfel că formatul turneului din 1930 este unic în sensul că nu s-a făcut o departajare între echipele de pe locurile trei și patru. Unele surse, precum un buletin FIFA din 1984, susțin incorect faptul că s-ar fi jucat un meci pentru stabilirea locului al treilea, care ar fi fost câștigat de Iugoslavia cu scorul de 3–1. Datele diferă și cu privire la data stabilirii unui astfel de meci. Conform unei cărți lansate de Hyder Jawad în 2009, Iugoslavia a refuzat să joace un meci pentru locul al treilea deoarece au fost nemulțumiți cu arbitrajul din meciul din semifinale cu Uruguay.
La sfârșitul campionatului, căpitanul Statelor Unite (Tom Florie) și cel al Iugoslaviei (Milutin Ivković) au primit medalia de bronz. Totuși, un raport tehnic al comitetului FIFA care a organizat Campionatul Mondial de Fotbal 1986, în care au fost incluse clasamente al tuturor echipelor care au participat la turneul final, o poziționa pe Statele Unite pe poziția a treia și pe Iugoslavia pe cea de-a patra, o practică continuată de atunci de FIFA. În 2010, fiul lui Kosta Hadži, șeful delegației iugoslave și vice-președinte al Asociației de Fotbal a Iugoslaviei la acea vreme, susține că Iugoslaviei i s-a acordat o singură medalie de bronz, pentru toată echipa, medalie care s-a aflat în posesia lui Hadži și a familiei sale timp de 80 de ani de la sfârșitul turneului. El mai susține că Iugoslavia s-ar fi clasat pe locul al treilea deoarece a pierdut cu echipa care avea să devină campioană, Uruguay.

### Finala
Victoriile obținute de Uruguay și Argentina în semi-finale au dus la reeditarea finalei Jocurilor Olimpice din 1928, câștigată de Uruguay cu scorul de 2–1 după rejucare.
Finala s-a jucat pe Estadio Centenario pe 30 iulie. Suporterii Argentinei au trecut râul La Plata Basin strigând Victoria o muerte („victorie sau moarte”), înlăturând orice dubiu cu privire la importanța turneului abia înființat. Zece bărci au transportat fani argentinieni de la Buenos Aires la Montevideo, însă acestea s-au dovedit neîncăpătoare, astfel că au mai fost folosite un număr mare de ambarcațiuni improvizate. Între 10-15.000 de suporteri argentinieni au făcut călătoria, însă portul din Montevideo a fost atât de aglomerat încât mulți suporteri nu au reușit să coboare din bărci înaintea începerii partidei. La stadion, suporterii au fost verificați astfel încât să nu intre cu arme. Porțile s-au deschis la ora opt, cu șase ore înaintea începerii partidei, iar la prânz stadionul era plin, statisticile FIFA arătând că la partidă au asistat peste 93.000 de suporteri. Înaintea meciului a avut loc o dispută între echipe, care nu s-au înțeles cu privire la alegerea mingii. FIFA a intervenit și a decis ca Argentina să aducă mingea pentru prima repriză, iar Uruguay pentru cea de a doua. Uruguay a făcut o schimbare față de meciul din semifinale. Castro l-a înlocuit pe Anselmo, care s-a îmbolnăvit între timp. Monti a jucat pentru Argentina în ciuda amenințărilor cu moartea primite în ziua meciului. Arbitru a fost belgianul John Langenus, care a fost de acord să oficieze partida doar cu câteva ore înaintea partidei, cerând asigurări cu privire la siguranța sa. Una din cererile sale a fost ca o barcă să fie pregătită în port înainte cu o oră de fluierul final, în cazul în care trebuia să scape rapid de ostilitatea suporterilor.
Gazdele au deschis scorul prin Pablo Dorado, cu un șut pe jos din dreapta terenului. Argentina, cu un joc de pase superior, a răspuns rapid, egalând în opt minute. Carlos Peucelle a primit o pasă filtrantă de la Ferreira, s-a demarcat și a egalat. Cu puțin timp înaintea sfârșitului primei reprize, golgheterul turneului, Guillermo Stábile, a marcat pentru Argentina pentru a face scorul 2–1. Căpitanul Uruguayului, Nasazzi, a protestat, susținând că Stábile era în poziție de offside. În a doua repriză Uruguay a crescut treptat. La scurt timp după ce Monti a ratat o ocazie care ar fi dus scorul la 3–1, Uruguayul s-a aruncat în atac, iar Pedro Cea a marcat golul egalizator. Santos Iriarte a marcat după zece minute, aducând Uruguayul în avantaj, iar înaintea fluierului final Castro a marcat pentru 4–2. Peste un minut Langenus a fluierat sfârșitul partidei, iar Uruguayul a devenit campioană mondială, după ce câștigase și finala olimpică. Jules Rimet a acordat trofeul Campionatului Mondial, care avea să primească numele său, președintelui Asociației de Fotbal a Uruguayului, Raúl Jude. Următoarea zi a fost decretată drept sărbătoare națională în Uruguay; în capitala Argentinei, Buenos Aires, o gloată a aruncat cu pietre în consulatul Uruguayan. Francisco Varallo (care a jucat ca și atacant pentru Argentina) a fost ultimul supraviețuitor care a jucat în finală, murind pe 30 august 2010.
Franța, Iugoslavia și Statele Unite au jucat amicale în America de Sud după finalizarea turneului. Brazilia a jucat cu Franța pe 1 august, Iugoslavia pe 10 august, iar Statele Unite pe 17 august, în timp ce Argentina a fost gazda meciului cu Iugoslavia pe 3 august.
Golaverajul Uruguayului, +12 în patru meciuri, cu o medie de peste 3 goluri pe meci, rămâne cel mai mare golaveraj pe meci dintre toate câștigătoarele Campionatului Mondial, și al doilea cel mai mare dintre toate participantele la turneul final, după cel al Ungariei de la turneul din 1954.
== Faza grupelor ==    În faza grupelor erau:Argentina 🇦🇷,Franța🇲🇫,Mexic🇲🇽,Chile🇨🇱,Iugoslavia🇳🇱,Brazilia🇧🇷,Bolivia🇧🇴,Regatul României🇷🇴Uruguay,campionii anul acesta🇺🇾,Peru🇵🇪,S.U.A🇺🇸,Paraguay🇵🇾,Belgia🇧🇪.Erau și Japonia și Siam(Thailanda)dar amândouă s-au retras,și Egipt a ratat barca.

### Grupa 1
| Loc | Echipă    | Pct. | MJ | V | E | Î | GM | GP | DG | Calificare                     |
| --- | --------- | ---- | -- | - | - | - | -- | -- | -- | ------------------------------ |
| 1.  | Argentina | 6    | 3  | 3 | 0 | 0 | 10 | 4  | +6 | Avansează în faza eliminatorie |
| 2.  | Chile     | 4    | 3  | 2 | 0 | 1 | 5  | 3  | +2 |                                |
| 3.  | Franța    | 2    | 3  | 1 | 0 | 2 | 4  | 3  | +1 |                                |
| 4.  | Mexic     | 0    | 3  | 0 | 0 | 3 | 4  | 13 | −9 |                                |

Meciurile
| Franța                                          | 4 – 1  | Mexic       |
| ----------------------------------------------- | ------ | ----------- |
| L. Laurent 19' Langiller 40' Maschinot 43', 87' | Raport | Carreño 70' |

| Argentina | 1 – 0  | Franța |
| --------- | ------ | ------ |
| Monti 81' | Raport |        |

| Chile                   | 3 – 0  | Mexic |
| ----------------------- | ------ | ----- |
| Vidal 3', 65' Rosas 51' | Report |       |

| Chile        | 1 – 0  | Franța |
| ------------ | ------ | ------ |
| Subiabre 65' | Raport |        |

| Argentina                                         | 6 – 3  | Mexic                              |
| ------------------------------------------------- | ------ | ---------------------------------- |
| Stábile 8', 17', 80' Zumelzú 12', 55' Varallo 53' | Raport | M. Rosas 42' (pen.), 65' Gayón 75' |

| Argentina                        | 3 – 1  | Chile        |
| -------------------------------- | ------ | ------------ |
| Stábile 12', 13' M. Evaristo 81' | Raport | Subiabre 15' |

### Grupa 2
| Loc | Echipă     | Pct. | MJ | V | E | Î | GM | GP | DG | Calificare                     |
| --- | ---------- | ---- | -- | - | - | - | -- | -- | -- | ------------------------------ |
| 1.  | Iugoslavia | 4    | 2  | 2 | 0 | 0 | 6  | 1  | +5 | Avansează în faza eliminatorie |
| 2.  | Brazilia   | 2    | 2  | 1 | 0 | 1 | 5  | 2  | +3 |                                |
| 3.  | Bolivia    | 0    | 2  | 0 | 0 | 2 | 0  | 8  | −8 |                                |

Meciurile
| Iugoslavia           | 2 – 1  | Brazilia      |
| -------------------- | ------ | ------------- |
| Tirnanić 21' Bek 30' | Raport | Preguinho 62' |

| Iugoslavia                                  | 4 – 0  | Bolivia |
| ------------------------------------------- | ------ | ------- |
| Bek 60', 67' Marjanović 65' Vujadinović 85' | Raport |         |

| Brazilia                             | 4 – 0  | Bolivia |
| ------------------------------------ | ------ | ------- |
| Moderato 37', 73' Preguinho 57', 83' | Raport |         |

### Grupa 3
| Loc | Echipă      | Pct. | MJ | V | E | Î | GM | GP | DG | Calificare                     |
| --- | ----------- | ---- | -- | - | - | - | -- | -- | -- | ------------------------------ |
| 1.  | Uruguay (H) | 4    | 2  | 2 | 0 | 0 | 5  | 0  | +5 | Avansează în faza eliminatorie |
| 2.  | România     | 2    | 2  | 1 | 0 | 1 | 3  | 5  | −2 |                                |
| 3.  | Peru        | 0    | 2  | 0 | 0 | 2 | 1  | 4  | −3 |                                |

Meciurile
| România                        | 3 – 1  | Peru         |
| ------------------------------ | ------ | ------------ |
| Deșu 1' Stanciu 79' Kovács 89' | Raport | De Souza 75' |

| Uruguay    | 1 – 0  | Peru |
| ---------- | ------ | ---- |
| Castro 65' | Raport |      |

| Uruguay                                   | 4 – 0  | România |
| ----------------------------------------- | ------ | ------- |
| Dorado 7' Scarone 26' Anselmo 31' Cea 35' | Raport |         |

### Grupa 4
| Loc | Echipă                     | Pct. | MJ | V | E | Î | GM | GP | DG | Calificare                     |
| --- | -------------------------- | ---- | -- | - | - | - | -- | -- | -- | ------------------------------ |
| 1.  | Statele Unite ale Americii | 4    | 2  | 2 | 0 | 0 | 6  | 0  | +6 | Avansează în faza eliminatorie |
| 2.  | Paraguay                   | 2    | 2  | 1 | 0 | 1 | 1  | 3  | −2 |                                |
| 3.  | Belgia                     | 0    | 2  | 0 | 0 | 2 | 0  | 4  | −4 |                                |

Meciurile
| Statele Unite ale Americii          | 3 – 0  | Belgia |
| ----------------------------------- | ------ | ------ |
| McGhee 23' Florie 45' Patenaude 69' | Raport |        |

| Statele Unite ale Americii | 3 – 0  | Paraguay |
| -------------------------- | ------ | -------- |
| Patenaude 10', 15', 50'    | Raport |          |

| Paraguay        | 1 – 0  | Belgia |
| --------------- | ------ | ------ |
| Vargas Peña 40' | Raport |        |

## Faza eliminatorie

### Echipele calificate
Echipa clasată pe primul loc din fiecare dintre cele patru grupe s-a calificat în faza eliminatorie.
| Grupa | Câștigătoare               |
| ----- | -------------------------- |
| 1     | Argentina                  |
| 2     | Iugoslavia                 |
| 3     | Uruguay                    |
| 4     | Statele Unite ale Americii |

### Rezumat
|  | Semifinale                         | Semifinale |                                    |   | Finala | Finala |
|  |                                    |            |                                    |   |        |        |
|  | 27 iulie - Montevideo (Centenario) |            |                                    |   |        |        |
|  |                                    |            |                                    |   |        |        |
|  | Uruguay                            | 6          |                                    |   |        |        |
|  | Uruguay                            | 6          | 30 iulie – Montevideo (Centenario) |   |        |        |
|  | Iugoslavia                         | 1          |                                    |   |        |        |
|  | Iugoslavia                         | 1          | Uruguay                            | 4 |        |        |
|  | 26 iulie – Montevideo (Centenario) |            | Uruguay                            | 4 |        |        |
|  |                                    | Argentina  | 2                                  |   |        |        |
|  | Argentina                          | Argentina  | 2                                  | 6 |        |        |
|  | Argentina                          |            |                                    | 6 |        |        |
|  | Statele Unite ale Americii         | 1          |                                    |   |        |        |
|  | Statele Unite ale Americii         | 1          |                                    |   |        |        |

### Semifinale
| Argentina                                                 | 6 – 1  | Statele Unite ale Americii |
| --------------------------------------------------------- | ------ | -------------------------- |
| Monti 20' Scopelli 56' Stábile 69', 87' Peucelle 80', 85' | Raport | Brown 89'                  |

| Uruguay                                        | 6 – 1  | Iugoslavia     |
| ---------------------------------------------- | ------ | -------------- |
| Cea 18', 67', 72' Anselmo 20', 31' Iriarte 61' | Report | Vujadinović 4' |

### Finala
| Uruguay                                   | 4 – 2  | Argentina                |
| ----------------------------------------- | ------ | ------------------------ |
| Dorado 12' Cea 57' Iriarte 68' Castro 89' | Raport | Peucelle 20' Stábile 37' |

## Marcatorii
| 8 goluri - Guillermo Stábile 5 goluri - Pedro Cea 4 goluri - Guillermo Subiabre - Bert Patenaude 3 goluri - Carlos Peucelle - Preguinho - Peregrino Anselmo - Ivan Bek 2 goluri - Luis Monti - Adolfo Zumelzú - Moderato - André Maschinot - Manuel Rosas - Héctor Castro - Pablo Dorado - Santos Iriarte - Bart McGhee | 1 gol - Mario Evaristo - Alejandro Scopelli - Francisco Varallo - Carlos Vidal - Marcel Langiller - Lucien Laurent - Juan Carreño - Roberto Gayón - Luis Vargas Peña - Luis Souza Ferreira - Ștefan Barbu - Adalbert Deșu - Constantin Stanciu - Jim Brown - Héctor Scarone - Blagoje Marjanović - Branislav Sekulić - Aleksandar Tirnanić - Đorđe Vujadinović |

## Clasamentul retrospectiv al FIFA
În 1986, FIFA a publicat un raport care cuprindea clasamente ale tuturor Campionatelor Mondiale până în 1986 inclusiv, bazat pe performanțele din competiție, rezultate și calitatea adversarului. Clasamentul pentru Campionatul Mondial din 1930 este următorul:
| R                  | Echipă                     | G | M | V | E | Î | GP | GÎ | G   | Pct |
| ------------------ | -------------------------- | - | - | - | - | - | -- | -- | --- | --- |
| 1                  | Uruguay                    | 3 | 4 | 4 | 0 | 0 | 15 | 3  | +12 | 8   |
| 2                  | Argentina                  | 1 | 5 | 4 | 0 | 1 | 18 | 9  | +9  | 8   |
| 3                  | Statele Unite ale Americii | 4 | 3 | 2 | 0 | 1 | 7  | 6  | +1  | 4   |
| 4                  | Iugoslavia                 | 2 | 3 | 2 | 0 | 1 | 7  | 7  | 0   | 4   |
| Eliminate în grupe |                            |   |   |   |   |   |    |    |     |     |
| 5                  | Chile                      | 1 | 3 | 2 | 0 | 1 | 5  | 3  | +2  | 4   |
| 6                  | Brazilia                   | 2 | 2 | 1 | 0 | 1 | 5  | 2  | +3  | 2   |
| 7                  | Franța                     | 1 | 3 | 1 | 0 | 2 | 4  | 3  | +1  | 2   |
| 8                  | România                    | 3 | 2 | 1 | 0 | 1 | 3  | 5  | −2  | 2   |
| 9                  | Paraguay                   | 4 | 2 | 1 | 0 | 1 | 1  | 3  | −2  | 2   |
| 10                 | Peru                       | 3 | 2 | 0 | 0 | 2 | 1  | 4  | −3  | 0   |
| 11                 | Belgia                     | 4 | 2 | 0 | 0 | 2 | 0  | 4  | −4  | 0   |
| 12                 | Bolivia                    | 2 | 2 | 0 | 0 | 2 | 0  | 8  | −8  | 0   |
| 13                 | Mexic                      | 1 | 3 | 0 | 0 | 3 | 4  | 13 | −9  | 0   |

## Ultimii jucători supraviețuitori
Ultimul jucător care a murit și care jucat în finală pentru Uruguay a fost Ernesto Mascheroni, care a decedat la vârsta de 76 de ani pe 3 iulie 1984. Fundașul de rezervă, Emilio Recoba, a murit pe 12 septembrie 1992, la vârsta de 87 de ani, dar nu a jucat nici un meci în cadrul turneului. Ultimul  supraviețuitor care a participat la turneul final a fost Francisco Varallo, care a murit pe 30 august 2010 la vârsta de 100 de ani, la optzeci de ani de la turneul final.